# Methods in Enzymology
Methods in Enzymology es una serie de publicaciones científicas relacionadas con contenidos específicos de bioquímica. Perteneciente a la editorial Academic Press, fue creada por Sidney P. Colowick y Nathan Kaplan, y actualmente forma parte a su vez de la editorial Elsevier. Cada volumen se centra en tópicos específicos de bioquímica, tales como reparación del ADN, estudios genéticos de la levadura, o biología del óxido de nitrógeno (II).
Su primera publicación fue en 1955, y actualmente hay más de 460 volúmenes en la colección. Esta serie es actualmente editada por John Abelson y Mel Simon.
La serie es extensamente utilizada y citada en el campo de la investigación médica.
- Datos: Q2076903